# パルコ (釧路市)
パルコは、かつて北海道釧路市に存在していた複合商業施設、1990年から閉店の2006年まではISM〈イズム〉と称した。社訓は「チャレンジする精神と熱い情熱を持った商人集団になろう」。
現在は、建物を買収した寺院や系列寺院の仮事務所になっている模様。
東京都に本社を置くJ.フロント リテイリング傘下のファッションビルのパルコとは資本的繋がりは全く無い。

## 沿革
- 1972年12月 - テナント共同店舗方式の複合商業施設「総合レジャー・ショッピング・パルコ」開店。資本金1,500万円。
  - 建設地は、1957年（昭和32年）開業の黒金市場商業協同組合の食品市場（30店が加盟し運営）と駅前百貨商業協同組合の共同百貨市場（30店が加盟し運営）が建っていた。
  - 黒金市場商業協同組合、駅前百貨商業協同組合、浅川興業、丸八がオーナー寄合共同店舗という形で設立。入居店舗にて3つの協同組合が結成。
  - ケンタッキーフライドチキンが店内1階に釧路初出店。
- 1990年3月3日 - 商号をISM（イズム）に改称。
- 2005年1月17日 - 釧路地方裁判所に自己破産を申請。破産手続き開始決定[1]。
- 2006年6月10日 - ボウリング場を除く全テナントが退去[2]。同年中にボウリング場も閉鎖。
- 2006年9月27日 - 宗教法人医王山・浄苑寺が建物を買収。不動産取得税を納めず仮差押え。同宗教法人代表　産業廃棄物法違反で逮捕。
- 2007年4月1日 - 全階フロアを釧路駅前ホテルオーシャンとして仮オープン[3]。
  - 後に宿泊客の放火で一時休業、その後改装して再開。
- 2012年3月31日 - 大手ホテルとの競争激化で低迷するなどしたため釧路駅前ホテルオーシャンが廃業

## 主なフロア構成
| 階     | フロア概要 |
| ------ | --- |
| 8F     | ビジネスホテル（バーレストラン） |
| 7F     | ビジネスホテル（客室） |
| 6F     | ビジネスホテル（客室） |
| 5F     | ビジネスホテル（客室） |
| 4F     | ビジネスホテル（客室） |
| 3F     | ビジネスホテル（ホテルサンルート釧路フロント、客室 サウナ） |
| 2F     | ボウリング場、ゲームセンター、映画館、サウナ（開店当初） |
| 1F     | ファーストフード店、書店（臨時店舗）、雑貨屋、軽食喫茶、玩具店、熱帯魚ショップ、市場、写真屋、骨董品店、アパレルショップ、婦人服、腕時計店 |
| 地下1F | 書店、楽器店（DTMも取り扱う）、映画館（低料金価格化された二番館）、ぶらんどーり（飲食店街フロア）、カレー屋、蕎麦屋、CDショップ、楽器店、ライブハウス、雑貨店、漬物屋、ゲームセンター（アーケードゲーム専用。全てテーブル筐体タイプだった）、携帯電話取り扱い店 |

釧路ステーションデパート（釧路駅地階商業フロア）と車道向かいに立地していた旧金市舘（のちのラルズ）旧釧路店地階フロア、および釧祥舘ビル地階、当ビル地階を地下歩行空間通路で繋ぎ、最終的には釧路和商市場直前にも設ける出入り口を建設する構想が関連企業合意の上、進んでいたが、策定大詰めの段階で釧路パルコ開店から約1年後にあたる1973年（昭和48年）11月29日13時15分（JST）、熊本県熊本市にて大洋デパート火災が発生、地下街フロアも大きな被害のあった同事故をきっかけに、そのまま中止となった。

## 主な入居テナント
- ケンタッキーフライドチキン
- 富貴堂書店
  - 本店は北海道札幌市南1条西3丁目にあったが、のち同地にセゾングループ傘下のパルコ札幌店が建設された際に一テナントとして入居、後年にパルコブックセンターとして子会社化された。
  - 旭川市に存在する同名書店チェーンとは別会社。
- 小田原書店（店舗改装時の間の臨時移転）
- 玉光堂（その後イオンモール釧路昭和内に移転）
  - 1999年3月20日には坂本サトルがインストアライブで来店したことがある[5]。
- ライブハウス Rest
- デュエットと若草（雑貨屋）
- マルタカ電器パルコ店
- コクミン（薬店）
- 丸八
- 五番街パルコ店
- 焼きそば屋 大判焼
- 焼きそば屋 やじろべえ
  - 市内材木町地区に同店名の居酒屋があるが、所縁・関連は無し。
- カレー店クークー
- 喫茶サンサン ※ 後に「コーヒー豆の店サンサン」と改名し、芦野（喫茶店部門）と興津（珈琲豆焙煎部門）へ移転。
- 釧路ヤングボウル（開店時の名称はパルコ・エース・ボウル）
- ピカデリー（2Fの方の映画館）、シアターパルコ（地階の方の映画館。二番館）[注 1]
  - 浅川興業が経営。
  - 2Fの映画館は、普段は通常の新作映画を上映興行しているが、数年に一度、親子映画会の様な形で世界各国（共産圏時代の東欧等）の文芸作品映画や反戦映画上映会を開催していた（有料）。
  - ピカデリーはその後末広町8丁目（釧路東映劇場隣接地）に移転したが[注 2]、2000年（平成12年）8月31日に閉館[注 3]し、跡地は駐車場となっている。
- ホテルサンルート釧路
- 美容室サロン・ド・クラウン（クラウン企画） 
  - 後に近隣の商業施設 アベニュー946へ移転したが、アベニュー946の閉店に伴い2018年（平成28年）6月に寿1丁目に移っている[6]。
- クラウン写真（クラウン企画）  - 同上。
- ミウラ洋服店

## パルコ（釧路市）を扱った作品
- ネット動画「【むかしの釧路】第2弾!パルコ!アベニュークシロ!長崎屋!十條サービスセンター! - YouTube」（作：ハルチャンネル、2023年3月26日）